# Зміївська волость
Зміївська волость — адміністративно-територіальна одиниця Зміївського повіту Харківської губернії.
На 1862 рік до складу волості входили:
- місто Зміїв;
- слобода Соколове;
- хутір Водяхівка;

Найбільші поселення волості станом на 1914 рік:
- Задонецький — 1205 мешканців.

Старшиною волості був Д'яків Андрій Миколайович, волосним писарем — Труш Яків Венедійович, головою волосного суду — Бондарев Данило Христофорович.